# حسين النويس
حسين جاسم النويس، رجل أعمال إماراتي، ولد وترعرع في إمارة أبو ظبي - الإمارات العربية المتحدة هو قطب ريادي في مجال الأعمال في منطقة الشرق الأوسط وشمال أفريقيا. يرأس حسين النويس  مجالس إدارات العديد من المؤسسات والشركات الحكومية وشبه الحكومية وكذلك الخاصة منها «صناعات» (الشركة القابضة العامة) وشركة النويس للاستثمار، صندوق خليفة بن زايد آل نهيان لتطوير المشاريع، شركة الواحة كابيتال ، وشركة حديد الإمارات والشركة الوطنية للإنشاءات البترولية.

النويس هو نائب رئيس مجلس إدارة شركة أبراج كابيتال. وهو أيضاً عضو مجلس إدارة شركة روتانا لإدارة الفنادق شركة وصندوق مينا للبنية التحتية المحدودة (MENA Infrastructure Fund (GP) Limited). بالإضافة إلى ذلك هو عضو في مجلس أمناء جامعة خليفة للعلوم والتكنولوجيا والبحوث. أصدرت مجلة أريبيان بزنس الصادرة في يونيو 2013 غلاف العدد باللغة العربية بعنوان من «حسين النويس: نجاح في الاتجاهين» واصفة إنجازات النويس في كل من القطاعين الخاص والحكومي.

## حياته
ولد النويس في إمارة أبو ظبي - الإمارات العربية المتحدة وتعلم بها. حصل على شهادة البكالوريوس في إدارة الأعمال تخصص الإدارة المالية من كلية لويس وكلارك Lewis & Clark في بورتلاند بولاية أوريغون الأمريكية. تدرب بعد تخرجه في بنك استثماري بنيويورك وانخرط في دورات عدة في الإدارة التنفيذية من جامعة انسياد INSEAD في فرنسا وLondon Business School في بريطانيا. واليوم، النويس للاستثمار تشارك بصفقات اقليمة وعالمية ضخمة، آخرها بمصر لبناء محطة لإنتاج الكهرباء في منطقة عيون موسى جنوبي سيناء بجمهورية مصر العربية 

## المناصب التي تقلدها
- رئيس مجلس إدارة الشركة القابضة العامة (صناعات)
- رئيس مجلس إدارة شركة النويس للاستثمار
- رئيس مجلس إدارة صندوق خليفة بن زايد آل نهيان لتطوير المشاريع
- رئيس مجلس إدارة شركة الواحة كابيتال
- رئيس مجلس إدارة شركة حديد الإمارات
- رئيس مجلس إدارة الشركة الوطنية للإنشاءات البترولية
- عضو في مجلس أمناء جامعة خليفة للعلوم والتكنولوجيا والبحوث
- نائب رئيس مجلس إدارة شركة أبراج كابيتال
- عضو مجلس إدارة شركة روتانا لإدارة الفنادق
- عضو في مجلس إدارة صندوق مينا للبنية التحتية المحدودة (MENA Infrastructure Fund (GP) Limited)

## وصلات خارجية
- [جريدة http://www.thenational.ae/business/positive-magnate-repels-negativity The National - [""Positive magnate repels negativity""] The National
- [ الفاينانشل تايمز http://www.ft.com/cms/s/0/d953aa5a-e6ff-11db-9034-000b5df10621.html#ixzz3Q8CxspTa] - Financial Times
- [ بلومبورغ http://www.bloomberg.com/research/stocks/private/snapshot.asp?privcapId=222557893] - Bloomberg
- صفحة حسين النويس في موقع الشركة القابضة العامة (صناعات)